# 김철안
김철안(1912년 4월 4일~1992년 1월 14일)은 대한민국의 정치인이다. 제3·4대 국회의원을 지냈다.

## 역대 선거 결과
|  | 13.76% |

|  | 15.56% |

|  | 39.45% |

|  | 38.99% |

|  | 3.65% |

|  | 4.93% |